# Novokuzněckaja (stanice metra v Moskvě)
Novokuzněckaja (rusky Новокузнецкая, projektový název byl Klementovskij pereulok, rusky Клементовский переулок) je přestupní stanice metra v Moskvě, na Zamoskvorecké lince. Nachází se pod centrem města, otevřena byla 20. listopadu 1943. Pojmenována je podle nedaleké ulice.
Novokuzněckaja je ražená trojlodní stanice, její výstavba byla zahájena roku 1938, v době, kdy již první úsek druhé linky byl dát do užívání. Výstavba se však zpozdila kvůli válce, a tak se stanice otevřela až na podzim roku 1943. Její provedení odráží tehdejší dobu stalinismu a oslav vítězství nad nepřítelem. Dekorace jsou velmi bohaté; architekti stanice za její provedení získali Státní cenu SSSR. Na obklad pilířů stanice bylo použito několik druhů mramoru; reliéfy a ornamenty znázorňují právě válečné události.
Stanice má jeden výstup s jedním povrchovým vestibulem; ten byl postaven s kruhovým půdorysem a s kopulí, pod kterou začíná šikmo vedený eskalátorový tunel. Ten je zaústěn v jednom konci střední lodě; z druhého pak vychází přestupní chodba na další ze dvou stanic na šesté a osmé lince. Kromě této pak z nástupiště vede ještě druhá přestupní chodba, a to z prostředku střední lodě po schodišti kolmo k ose stanice. Ještě existuje i třetí; ta vychází ještě za eskalátorovým tunelem, také v ose nástupiště, je však uzavřena a nepoužívá se.
Přestupy přibyly v letech 1970, 1985 a 1996; roku 1992 v rámci akce odstraňování starých komunistických názvů se plánovalo ji přejmenovat; nový název Zamoskvoreče se ale neprosadil a stanici zůstal nakonec původní.
Stanici denně využije zhruba 40 000 lidí, další desetitisíce pak přestupují odsud na další linky.